# Parafia Podwyższenia Krzyża Świętego w Popradzie
Parafia Podwyższenia Krzyża Świętego – parafia prawosławna w Popradzie, w archidekanacie dla powiatów: Poprad, Kieżmark, Nowa Wieś Spiska, Lewocza i Gelnica, w eparchii preszowskiej Kościoła Prawosławnego Czech i Słowacji.
Świątynią parafialną jest cerkiew Podwyższenia Krzyża Świętego, mieszcząca się  w centrum miasta, przy ulicy Nabrzeże Jana Pawła II (Nábrežie Jána Pavla II).
Proboszczem parafii jest ks. Vladimír Kocvár.